# Cosmophasis thalassina
Cosmophasis thalassina es una especie de araña saltarina del género Cosmophasis, de la familia Salticidae, orden Araneae.

## Distribución
Se distribuye por Asia y Oceanía: desde Malasia hasta Australia.

## Taxonomía
Fue descrita por C. L. Koch en 1846 y publicada en Koch, C. L. (1846). Die Arachniden. J. L. Lotzbeck, Nürnberg Dreizehnter Band: Pp. 1-234, Pl. 433-468 (F. 1078-1271); Vierzehnter Band, Pp. 1-88, Pl. 467-480 (F. 1272-1342).